# Scarabaeus zagrosensis
Scarabaeus zagrosensis là một loài bọ cánh cứng trong họ Bọ hung (Scarabaeidae).